# Rolf Åbjörnsson
Rolf Tarnow Björn Åbjörnsson, född 25 augusti 1941 i Engelbrekts församling i Stockholm, är en svensk politiker (kristdemokrat) och jurist specialiserad på insolvensrätt.

## Biografi
Åbjörnsson är delägare i advokatbyrån Nordia law och har varit riksdagsman för Kristdemokraterna. Han har suttit i INSOL Europes styrelse samt var Centrum för Näringslivshistorias styrelseordförande till och med den 8 maj 2014.
Han har inför valet 2014 gjort sig känd som den enda riksdagskandidaten för Kristdemokraterna som ville införa ett förbud mot tiggeri.